# Astana Pro Team/2017
Deze pagina geeft een overzicht van de Astana Pro Team-wielerploeg in  2017.

## Transfers
| Inkomend             | Ploeg 2016             | Uitgaand           | Ploeg 2017                    |
| -------------------- | ---------------------- | ------------------ | ----------------------------- |
| Pello Bilbao         | Caja Rural-Seguros RGA | Valerio Agnoli     | Bahrain-Merida                |
| Zhandos Bizhigitov   | Vino 4Ever             | Machat Ajasbajev   | Keyi Look Cycling Team        |
| Matti Breschel       | Cannondale-Drapac      | Lars Boom          | LottoNL                       |
| Sergej Tsjernetski   | Katjoesja              | Eros Capecchi      | Quick-Step Floors             |
| Oscar Gatto          | Tinkoff                | Andrea Guardini    | UAE Abu Dhabi                 |
| Jesper Hansen        | Tinkoff                | Davide Malacarne   | DMT Racing, MTB team          |
| Truls Engen Korsaeth | Joker-Byggtorget       | Vincenzo Nibali    | Bahrain-Merida                |
| Riccardo Minali      | Colpack                | Dias Omirzakov     | n.n.b.                        |
| Moreno Moser         | Cannondale-Drapac      | Diego Rosa         | Team Sky                      |
| Nikita Stalnov       | Astana City            | Gatis Smukulis     | Delko Marseille-Provence KTM  |
| Michael Valgren      | Tinkoff                | Alessandro Vanotti | gestopt                       |
|                      |                        | Lieuwe Westra      | Wanty-Groupe Gobert / gestopt |

## Renners
| Naam                           | Geboortedatum | Nationaliteit | Ploeg 2016             |
| ------------------------------ | ------------- | ------------- | ---------------------- |
| Fabio Aru                      | 03-07-1990    | Italië        |                        |
| Pello Bilbao                   | 25-02-1990    | Spanje        | Caja Rural-Seguros RGA |
| Zhandos Bizhigitov             | 10-06-1991    | Kazachstan    | Vino 4Ever             |
| Matti Breschel                 | 31-09-1984    | Denemarken    | Cannondale-Drapac      |
| Dario Cataldo                  | 17-03-1985    | Italië        |                        |
| Laurens De Vreese              | 29-09-1988    | België        |                        |
| Daniil Fominykh                | 28-08-1991    | Kazachstan    |                        |
| Jakob Fuglsang                 | 22-03-1985    | Denemarken    |                        |
| Oscar Gatto                    | 01-01-1985    | Italië        | Tinkoff                |
| Dmitri Groezdev                | 13-03-1986    | Kazachstan    |                        |
| Jesper Hansen                  | 23-10-1990    | Denemarken    | Tinkoff                |
| Andrij Hryvko                  | 07-08-1983    | Oekraïne      |                        |
| Arman Kamysjev                 | 14-03-1991    | Kazachstan    |                        |
| Tanel Kangert                  | 11-03-1987    | Estland       |                        |
| Truls Engen Korsaeth           | 16-09-1993    | Noorwegen     | Joker-Byggtorget       |
| Bachtijar Kozjatajev           | 28-03-1992    | Kazachstan    |                        |
| Aleksej Loetsenko              | 07-09-1992    | Kazachstan    |                        |
| Miguel Ángel López             | 04-02-1994    | Colombia      |                        |
| Riccardo Minali                | 19-04-1995    | Italië        | Colpack                |
| Moreno Moser                   | 25-12-1990    | Italië        | Cannondale-Drapac      |
| Luis León Sánchez              | 24-11-1983    | Spanje        |                        |
| Michele Scarponi † (tot 22/04) | 25-09-1979    | Italië        |                        |
| Nikita Stalnov                 | 14-09-1991    | Kazachstan    | Astana City            |
| Paolo Tiralongo                | 08-07-1977    | Italië        |                        |
| Roeslan Tleoebajev             | 07-03-1987    | Kazachstan    |                        |
| Sergej Tsjernetski             | 09-04-1990    | Rusland       | Katjoejsa              |
| Michael Valgren                | 07-02-1992    | Denemarken    | Tinkoff                |
| Artjom Zacharov                | 27-10-1991    | Kazachstan    |                        |
| Andrej Zejts                   | 14-12-1986    | Kazachstan    |                        |

## Overwinningen
Ronde van de Algarve
Ploegenklassement*
Ronde van de Alpen
1e etappe: Michele Scarponi
Critérium du Dauphiné
6e etappe: Jakob Fuglsang
8e etappe: Jakob Fuglsang
Eindklassement: Jakob Fuglsang
Nationale kampioenschappen wielrennen
Italië - wegrit: Fabio Aru
Kazachstan - tijdrit: Jandos Bïjigitov
Kazachstan - wegrit: Artjom Zacharov
Ronde van Oostenrijk
Proloog: Oscar Gatto
4e etappe: Miguel Ángel López
Ronde van Frankrijk
5e etappe: Fabio Aru
Ronde van Burgos
5e etappe: Miguel Ángel López
Ronde van Spanje
5e etappe:  Aleksej Loetsenko
11e etappe: Miguel Ángel López
15e etappe: Miguel Ángel López
Ronde van Almaty
1e etappe: Aleksej Loetsenko
2e etappe: Jakob Fuglsang
Eindklassement: Aleksej Loetsenko
GP Beghelli
Winnaar: Luis León Sánchez
* Team in de Ronde van Algarve bestond uit: Pello Bilbao, Dario Cataldo,  Oscar Gatto, Jesper Hansen, Moreno Moser, Luis León Sánchez, Michele Scarponi en Sergej Tsjernetski./
2005 · 2006 · 2007 · 2008 · 2009 · 2010 · 2011 · 2012 · 2013 · 2014 · 2015 · 2016 · 2017 · 2018 · 2019 · 2020 · 2021 · 2022 · 2023 · 2024 · 2025
AG2R-La Mondiale · Astana Pro Team · Bahrain-Merida · BMC Racing Team · BORA-hansgrohe · Cannondale-Drapac · Team Dimension Data · FDJ · Katjoesja-Alpecin · Team LottoNL-Jumbo · Lotto Soudal · Movistar Team · Orica-Scott · Quick Step · Team Sky · Team Sunweb · Trek-Segafredo · UAE Team Emirates